# 心肺停止
心肺停止（しんぱいていし）とは、心臓と呼吸が停止した状態を指す。CPAとも呼ぶ（英語: Cardiopulmonary arrest の略）。日本のメディアでは、医師による確認が済んでいない遺体を「心肺停止」と表現する（明らかに亡くなっている場合でも、医師が判定するまで法律上は生存扱いになるため）。国際的には心停止（英: cardiac arrest）の呼称が一般的である。

## 概説
心臓の動きが先に止まる場合と、肺の動き（呼吸）が先に止まる場合とがあるが、いずれも「心肺停止状態」と言われる。日本では「死亡」の診断は、医師・歯科医師のみができるものとなっている。そのため、既に死亡していても誰でも可能な心音と呼吸の有無による心肺停止かの判断ではなく、医師による瞳孔散大の確認と診断によって「死亡」となる。しかし、日本国外のマスメディアでは日本での「心肺停止」を、死亡、死者と報じるなど、日本とは判断基準が異なる。
心肺停止の原因となる疾患は腎不全、敗血症、肝不全、窒息、致死性中毒、脳卒中、末期がん、低血糖をはじめ多岐に渡るが、成人の場合は心室細動（Vf）などの致死的不整脈、窒息や重症肺炎などによる呼吸停止が多く、小児の場合は異物誤飲・窒息や溺水による呼吸停止が原因となることが多い。いずれも脳に血液が行き届かなくなるため、約4、5分で回復不可能な損傷が生じる（低酸素脳症も参照）。 タイムリミットまでにAED（自動体外式除細動器）や人工呼吸などで蘇生措置を施す必要がある。脳死状態を防ぐには上記のような迅速な救命措置が必要である。心肺蘇生法はCPR（英語: Cardiopulmonary resuscitation）と呼ぶ。

## 心肺停止と三徴候説
欧米では三徴候説が死の診断基準として普及するまで心肺停止（瞳孔散大を除いた呼吸停止と心停止）が死の診断基準とされていた。三徴候説とは呼吸停止（呼吸の不可逆的停止）と心停止（心臓の不可逆的停止）に加えて瞳孔散大という3つの徴候をもって人の死の診断基準とするものである。瞳孔散大ないし対光反射の消失は脳幹機能の消失と機能的には重なる部分があり、20世紀前半にはこれを基準に加えた三徴候説が死の判断基準として普及した。
日本のマスメディアでは自然災害や事故に遭遇して死亡し、医師あるいは歯科医師による死亡確認・宣告がまだ行われていない状態の人について「心肺停止」「心肺停止状態」と表現される。
実際には死亡していても、心停止と呼吸停止のほかに脈拍停止と瞳孔散大（散瞳）を確認して医師が死亡を宣告しなければ法的に確定しないため、医師・歯科医師以外の者は心停止・呼吸停止を判断することはできても、死亡を宣告することはできないことが理由である。ただし例外として、救急隊が到着した時点で、既に死後硬直が始まっているか死斑が現れている、低体温であるなどいった状況から救急搬送する意味がもはやなくなっている場合、救急隊の判断で死亡判定がされることがある。電車による轢死など、身体が断裂、欠損、圧潰、炭化して生命維持が不可能なことが一目で分かる場合なども同様である。
事故・災害現場において、まだ救出できておらず、医師が近づけない状態にある遺体や、病院に運ばれている途中の遺体は、医師による死亡が未宣告であり「心肺停止」とされる。
日本国外のメディアでは、日本のメディアが「心肺停止」と報じていても、海外の報道では「死亡」「遺体」に該当する語が用いられることもある。